# Last Man Standing (série de televisão)
 Last Man Standing (Um homem entre mulheres) é uma sitcom americana estrelando Tim Allen, que atualmente vai ao ar na ABC.  A série estreou em 11 de Outubro de 2011.
Em 13 de Maio de 2016, a ABC renovou a série para uma oitava temporada. Em Maio de 2020, a Fox renovou a série para sua nona temporada.

## Enredo
Esta série gira em torno de Mike Baxter, Um executivo sênior e diretor de marketing para uma cadeia de lojas de artigos esportivos ao ar livre com sede em Denver, Colorado, cujo mundo é preenchido por mulheres - especialmente em casa com sua esposa e três filhas. 

## Elenco

### Principal
- Tim Allen como Michael "Mike" Baxter, é pai de três filhas e diretor de marketing da cadeia Outdoor Man de lojas de artigos esportivos. Ele apoia fervorosamente os valores americanos tradicionais, é cristão devoto e é politicamente conservador. Mike ama suas filhas, mas sua favorita é claramente Eve, a quem ele trata como um menino, e cujas opiniões e interesses políticos espelham os seus. Ele é orgulhoso de sua capacidade de se destacar em tudo o que ela tenta, incluindo trabalho escolar, caça e esportes. Mike freqüentemente se vê irritado com o jovem funcionário do Outdoor Man, Kyle, e com Ryan, seu genro e o pai politicamente liberal do neto de Mike, Boyd. O vídeo blog ou "vlog" que Mike faz para o Homem ao ar livre é freqüentemente usado como um veículo para rant sobre suas visões políticas. Mike é um graduado da Universidade de Michigan, e é um operador de rádio amador usando o sinal de chamada KA0XTT.[5]
- Nancy Travis como Vanessa Baxter, esposa geóloga de Mike que trabalha na indústria de energia para uma empresa que faz fractura hidráulica, ou "fracking". Ela leva seu trabalho a sério, e toma sobre si mesma para garantir que o processo é feito com a maior segurança possível sem impactos ambientais. Apesar disso, ela freqüentemente confronta com Ryan, que acredita que fracking é perigoso. Na quarta temporada, Vanessa fica frustrada com seu trabalho e decide se tornar uma professora de ciências do ensino médio. Ela é muito tolerante com o comportamento macho de Mike, embora seja claro que Mike não pode esconder nada além dela. Vanessa foi deliberadamente ambígua em seus pontos de vista políticos até a quinta temporada, quando ela anuncia que está apoiando Hillary Clinton para presidente, principalmente porque ela acha que vai avançar as causas das mulheres. Ela é graduada pela Universidade Estadual de Ohio.
- Amanda Fuller (2ª Temporada-presente) e Alexandra Krosney (1ª Temporada) como Kristin Beth Baxter, é a filha mais velha, ao contrário de seu pai, defende crenças mais liberais, e às vezes serve como uma antagonista secundária de Mike. Durante seu último ano de escola secundária, Kristin ficou grávida de seu filho, Boyd. Mike a prepara com Kyle na primeira temporada, mas eles terminam no final da temporada da primeira temporada. Ela era uma mãe solteira vivendo na casa de Baxter até se mudar no final da segunda temporada. Ela começou a se reconciliar com o pai de Boyd, Ryan, na terceira temporada, e os dois se casam entre as temporadas quatro e cinco. Kristin trabalhou em um diner até aterrar um trabalho em um restaurante do upscale funcionado por um colega de trabalho anterior no fim da segunda temporada. Na quarta temporada, ela se torna a gerente do novo restaurante exótico aberto por Outdoor Man. Alexandra Krosney retratou Kristin na primeira temporada do show, mas ela foi substituída por Amanda Fuller antes da segunda temporada por razões criativas não especificadas.[6]
- Molly Ephraim como Amanda Elaine "Mandy" Baxter, é a filha do meio, está longe de ser tão "acadêmica" quanto suas irmãs, mas se destaca em situações sociais. Elegante e bonita, ela é uma das garotas mais populares em sua escola. Mandy é obcecada por ser uma celebridade, e sonha em aparecer em um reality de televisão. Mandy é muito confiante e criativa, demonstrando traços encontrados em seu pai. Kyle é seu namorado na segunda temporada, Kyle pede que ela se casar com ele na quinta temporada, no centésimo episódio. A partir da terceira temporada, ela está frequentando uma faculdade local e trabalhando no restaurante onde Kristin costumava trabalhar. Mais tarde na mesma temporada, ela começa um negócio de roupas on-line, vendendo suas modas auto-projetadas que ela monta no porão da casa de seus pais. Ela se casa com Kyle na sexta temporada.
- Kaitlyn Dever como Eve Baxter, a filha mais nova, é um tomboy e geralmente tem os mesmos interesses que Mike, incluindo camping, esportes, armas e militares. Ela é claramente a filha favorita de Mike, superando tudo o que faz. Sua proeza atlética é evidente quando ela freqüentemente exibe os meninos no futebol, e torna a equipe de futebol dos meninos como seu placekicker. Ela está bem ciente de ser a favorita sobre suas duas irmãs, e usa isso como vantagem, enquanto trabalhava para ganhar a aprovação de seu pai e ser o filho que ele nunca teve. Eve também herdou o senso de humor de seu pai, e sua sagacidade sarcástica de marca registrada é freqüentemente dirigida à irmã despreocupada Mandy. Eve é um membro do Junior ROTC trabalhando em direção a ganhar admissão para West Point. Sua primeira tentativa de fazê-lo é malsucedida. Na sexta temporada, Eve decidiu levar um "ano pessoal" ao invés de ir imediatamente à faculdade.
- Christoph Sanders como Kyle Anderson, jovem Mike é colega de trabalho em "Outdoor Man". Ele é muito em coisas femininas, como comédias românticas e panificação. Ele está namorando Mandy.
- Hector Elizondo como Ed Alzate, o chefe de Mike. Mike normalmente fala com ele sobre os acontecimentos em sua casa, em busca de aconselhamento.

### Recorrente
- Flynn Morrison como Boyd Baxter. Boyd é filho de Kristin. Mike gosta de passar tempo com Boyd, como o filho que nunca teve.

## Episódios
| Temporada | Temporada | Episódios | Exibição original      | Exibição original   | Exibição original |
| Temporada | Temporada | Episódios | Estreia de temporada   | Final de temporada  | Canal             |
| --------- | --------- | --------- | ---------------------- | ------------------- | ----------------- |
|           | 1         | 24        | 11 de Outubro de 2011  | 8 de Maio de 2012   | ABC               |
|           | 2         | 18        | 2 de Novembro de 2012  | 22 de Março de 2013 | ABC               |
|           | 3         | 22        | 20 de Setembro de 2013 | 25 de Abril de 2014 | ABC               |
|           | 4         | 22        | 3 de Outubro de 2014   | 17 de Abril de 2015 | ABC               |
|           | 5         | 22        | 25 de Setembro de 2015 | 22 de Abril de 2016 | ABC               |
|           | 6         | 22        | 23 de Setembro de 2016 | 31 de Março de 2017 | ABC               |
|           | 7         | 22        | 28 de Setembro de 2018 | 10 de Maio de 2019  | Fox               |
|           | 8         | TBA       | 2 de Janeiro de 2020   | TBA                 | Fox               |

## Recepção da crítica
Last Man Standing teve recepção geralmente desfavorável por parte da crítica especializada. Em sua 1ª temporada, com base de 24 avaliações profissionais, alcançou uma pontuação de 33% no Metacritic. Por votos dos usuários do site, atinge uma nota de 5.8, usada para avaliar a recepção do público.